# King Street Station Seattle

Die King Street Station ist der Bahnhof der US-amerikanischen Stadt Seattle. Er gilt als Knotenpunkt des öffentlichen Verkehrs, neben Eisenbahnzügen von Amtrak und Sound Transit bedienen ihn auch Busse diverser Gesellschaften, während die Straßenbahn Seattle und die Stadtbahn Seattle Haltestellen in seiner Umgebung besitzen.

## Geschichte
Der Bahnhof wurde am 10. Mai 1906 als Gemeinschaftsbahnhof der Great Northern Railway und der Northern Pacific Railway eröffnet. Beide Unternehmen gehörten dem Eisenbahnunternehmer James Jerome Hill. Als Architekturbüro zeigte sich Reed and Stem verantwortlich, welche unter anderem auch das Grand Central Terminal in New York City oder das Fort Yellowstone entwarfen. Als Vorbild für den markanten, 74 Meter hohen Uhrturm gilt der Glockenturm des Markusdoms in Venedig. 1911 erwuchs der King Street Station Konkurrenz durch die auf anderen Straßenseite der 4th Avenue eröffnete Seattle Union Station der Union Pacific Railroad und der Chicago, Milwaukee, St. Paul and Pacific Railroad. Nach dem Zweiten Weltkrieg setzte der Niedergang des Eisenbahnverkehrs in den Vereinigten Staaten ein und die King Street Station verfiel zunehmends. In den 1950er und 1960er Jahren wurde die ursprüngliche Charakteristik des Bahnhofs durch zeitgemässe Elemente zerstört. Durch die Übernahme des großmehrheitlichen Eisenbahnpersonenverkehrs durch Amtrak konzentrierte diese ihren gesamten Verkehr auf die King Street Station, während die Union Station stillgelegt wurde. 1973 wurde der Bahnhof ins National Register of Historic Places aufgenommen. Am 5. März 2008 übergab die BNSF Railway als Rechtsnachfolgerin der beiden Erbauerbahngesellschaften den Bahnhof für einen symbolischen Preis von 10 US-Dollar an die Stadt Seattle, welche 2010 ein umfangreiches Sanierungsprogramm im Bereich von 55 Millionen US-Dollar verkündete, welches 2013 abgeschlossen wurde. Dabei wurde der Bahnhof in seinen Ursprungszustand versetzt, so wurde die damals existierende Decke durch die originale Terrakotta-Decke ersetzt.

## Verkehr

### Eisenbahn
Der operative Eisenbahnbetrieb obliegt den Bahngesellschaften Amtrak und Sound Transit.
Amtrak
- Amtrak Cascades: Vancouver Pacific Central Station–Seattle King Street Station–Portland Union Station–Eugene (zwei bis vier Zugpaare täglich)
- Empire Builder: Seattle King Street Station/Portland Union Station–Spokane–Whitefish–Saint Paul–Milwaukee–Chicago Union Station (einmal täglich)
- Coast Starlight: Seattle King Street Station–Portland Union Station–Sacramento–Emeryville–Oakland Jack London Square–San José Diridon–Santa Barbara–Los Angeles Union Station (einmal täglich)

Sound Transit
- Sounder Line S: Seattle King Street Station–Tacoma–Lakewood (acht bis dreizehn Züge werktäglich)
- Sounder Line N: Seattle King Street Station–Everett (vier Züge werktäglich)

### Stadtverkehr
Auf der anderen Seite des Gebäudes der ehemaligen Union Station befindet sich der Haltepunkt International District/Chinatown der 1 Line der Stadtbahn Seattle. Die Haltestelle der Straßenbahn Seattle trägt den Namen 5th & Jackson.